# 텔넷

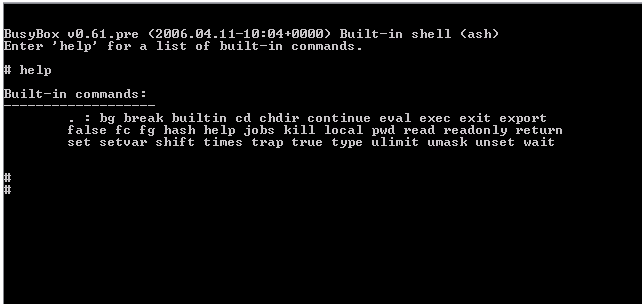
라우터 내 비지박스에 접근하는 텔넷 클라이언트

텔넷(TELNET)은 로컬 영역이나 인터넷에 있는 원격 시스템의 가상 터미널을 제공하는 클라이언트와 서버 간 응용 프로토콜이다. 텔레타이프 네트워크(teletype network)의 약자로, RFC15를 시작으로 1969년에 개발되었으며 최초의 인터넷 표준들 가운데 하나로서 IETF STD 8로 표준화됐다.
telnet이라는 용어는 프로토콜의 클라이언트 일부 기능이 추가된 소프트웨어를 일컫는다. 텔넷 클라이언트는 대부분의 유닉스 시스템에서 여러 해 동안 사용할 수 있으며 실질상 모든 플랫폼에서 사용할 수 있다. TCP/IP 스택을 갖춘 대부분의 네트워크 장비와 운영 체제들은 원격 구성(윈도우 NT 기반)을 위해 몇 가지 종류의 텔넷 서비스 서버를 지원한다. 텔넷의 보안 문제 때문에 사용률이 감소하여 원격 제어를 위해 SSH로 대체됐다.

## 역사
일반적으로 텔넷이 1973년 3월 5일까지 어떠한 공식적 정의도 없는 관습적(ad hoc) 프로토콜이었으나, 이 이름은 실제로 RFC 206 (NIC 7176)로서 텔레타입 오버 네트워크 프로토콜(Teletype Over Network Protocol)을 가리키는 말이었다.
텔넷 프로토콜은 가상 텔레타이프의 개념에 기반을 두고 있으며, 7비트 ASCII 문자 집합을 이용한다. 사용자 텔넷의 주 기능은 사용자가 가상 텔레타이프에 모든 키를 입력할 수 있는 수단을 제공하는 것이다.

## 관련 RFC

### 인터넷 표준
- RFC 854, Telnet Protocol Specification
- RFC 855, Telnet Option Specifications
- RFC 856, Telnet Binary Transmission
- RFC 857, Telnet Echo Option
- RFC 858, Telnet Suppress Go Ahead Option
- RFC 859, Telnet Status Option
- RFC 860, Telnet Timing Mark Option
- RFC 861, Telnet Extended Options: List Option

### 제안된 표준
- RFC 885, Telnet end of record option
- RFC 1073, Telnet Window Size Option
- RFC 1079, Telnet terminal speed option
- RFC 1091, Telnet terminal-type option
- RFC 1096, Telnet X display location option
- RFC 1123, Requirements for Internet Hosts - Application and Support
- RFC 1184, Telnet Linemode Option
- RFC 1372, Telnet Remote Flow Control Option
- RFC 1572, Telnet Environment Option
- RFC 2941, Telnet Authentication Option
- RFC 2942, Telnet Authentication: Kerberos Version 5
- RFC 2943, TELNET Authentication Using DSA
- RFC 2944, Telnet Authentication: SRP
- RFC 2946, Telnet Data Encryption Option
- RFC 4248, The telnet URI Scheme

### 정보 / 실험적
- RFC 1143, The Q Method of Implementing TELNET Option Negotiation
- RFC 1571, Telnet Environment Option Interoperability Issues

### 기타 RFC
- RFC 1041, Telnet 3270 regime option
- RFC 1205, 5250 Telnet interface
- RFC 2217, Telnet Com Port Control Option
- RFC 4777, IBM's iSeries Telnet Enhancements

## 텔넷 클라이언트
- PuTTY
- Xshell
- AbsoluteTelnet
- RUMBA
- 라인 모드 브라우저
- NCSA 텔넷
- 테라 텀
- SecureCRT
- ZOC 터미널
- 싱크텀
- 윈도 내장 텔넷 프로그램

## 같이 보기
- 텔넷 3270 (TN3270)
- 커밋 (프로토콜)
- PC 통신
- 버추얼 터미널(영어판)
- 단말 에뮬레이터 목록